# Konstal 105Nd
Konstal 105Nd – wagon doczepny czynny z rodziny 105Na. Powstał w wyniku przebudowy wagonu 105Na w Miejskich Zakładach Naprawy Taboru w Krakowie (MZNT). Charakteryzuje się zmienionym wyposażeniem przodu wagonu, brakiem kabiny motorniczego. Układ sterowania wbudowany został w przednią ścianę wagonu.
Konstrukcja uniemożliwia samodzielną eksploatację wagonu, dlatego łączony jest w składy 105Na+105Nd. Możliwe jest też dołączanie doczep do dwóch wagonów 105Na, albo dwóch doczep do jednego wagonu – tworząc tzw. trójskłady.